# ويليام لا فوليت
ويليام لا فوليت هو سياسي أمريكي، ولد في 30 نوفمبر 1860، وتوفي في 20 ديسمبر 1934. نشط حزبياً في الحزب الجمهوري. وقد انتخب عضو مجلس نواب واشنطن ‏ وانتخب عضو مجلس النواب الأمريكي ‏.